# León Duarte
León Gualberto Duarte Luján (Montevideo, 25 de abril de 1928) fue un sindicalista uruguayo y dirigente del PVP, desaparecido en Buenos Aires el 13 de julio de 1976.

## Actividad política y sindical
Fue elegido secretario general del Sindicato de FUNSA en 1957, participando desde sus inicios en la conformación de la central  Obrera (CNT). Desde el punto de vista político, era de filiación anarquista, y acompañó la fundación de la Resistencia Obrero Estudiantil (ROE) junto a Washington Pérez. También fue militante de la Federación Anarquista Uruguaya.

## Detención
El 13 de julio de 1976 desapareció en Buenos Aires, siendo detenido en un bar ubicado en la calle San Juan, junto a Sergio López y Ana Quadros. De ahí, fue trasladado al centro clandestino de detención Automotores Orletti, en Emilio Lamarca y Venancio Flores, donde algunos de sus compañeros detenidos, afirmaron haberlo visto.